# Jainca
Jainca (en tibetano, གཅན་ཚ། ; pinyin tibetano, Jainca; wylie, gcan tsha) es un condado bajo la administración directa de la Prefectura Huangnan en la Provincia de Qinghai, República Popular China. Su área es de 1557 km² y su población total para 2010 superó los 55 mil habitantes.

## Administración
Desde julio de 2020, el  condado Jainca se divide en 9 pueblos que se administran en 3 poblados y 6 villas. 

## Toponimia
Según los registros históricos, durante el período tibetano, el general que custodiaba el área de Jainca se llamaba "Lajainba". Los descendientes de Lajainba y otros parientes gobernaron esta área durante mucho tiempo. El sufijo "Ca" significa "descendientes" en tibetano, por lo que esta zona recibió el nombre de "Jainca".
Este nombre se transcribe al chino como Jianzha  (en chino, 尖扎; pinyin, Jiānzhā).